# Liste der Biografien/Schod
Liste der Biografien |
Portal Biografien |
Personensuche
# |
A |
B |
C |
D |
E |
F |
G |
H |
I |
J |
K |
L |
M |
N |
O |
P |
Q |
R |
S |
T |
U |
V |
W |
X |
Y |
Z |
?
 
Sa |
Sb |
Sc |
Sd |
Se |
Sf |
Sg |
Sh |
Si |
Sj |
Sk |
Sl |
Sm |
Sn |
So |
Sp |
Sq |
Sr |
Ss |
St |
Su |
Sv |
Sw |
Sy |
Sz
 
Sca–Sce |
Sch |
Sci–Scz
 
Scha |
Schc |
Schd |
Sche |
Schg |
Schi |
Schj |
Schk |
Schl |
Schm |
Schn |
Scho |
Schp |
Schr |
Schs |
Scht |
Schu |
Schv |
Schw |
Schy
 
Schoa |
Schob |
Schoc |
Schod |
Schoe |
Schof |
Schog |
Schoh |
Schoi |
Schok |
Schol |
Schom |
Schon |
Schoo |
Schop |
Schor |
Schos |
Schot |
Schou |
Schov |
Schow |
Schoy
Die Liste der Biografien führt alle Personen auf, die in der deutschsprachigen Wikipedia einen Artikel haben. Dieses ist eine Teilliste mit 33 Einträgen von Personen, deren Namen mit den Buchstaben „Schod“ beginnt.

## Schod

### Schodd
- Schodde, Richard (* 1936), australischer Ornithologe und Botaniker
- Schodde, Wilhelm (1883–1951), deutscher Kunstmaler

### Schode
- Schöde, Katharina (* 1974), deutsche Drehbuchautorin, Filmregisseurin und -produzentin
- Schodehoet, Heinrich († 1515), Augustiner-Eremit und Weihbischof in Münster und Osnabrück
- Schödel, Günther (1922–2015), deutscher Diplomat
- Schödel, Helmut (* 1950), deutscher Journalist, Autor und Dramaturg
- Schoder, Adolph Gottlieb Ferdinand (1817–1852), deutscher Politiker
- Schoder, Josef (1900–1986), österreichischer Politiker (SPÖ), Landesrat von Vorarlberg
- Schöder, Marie Friederike (* 1981), deutsche Opernsängerin (Sopran)
- Schoder, Matthias (* 1982), Schweizer Eishockeytorhüter
- Schöder, Patrick Maria (* 1983), österreichischer Benediktiner, Abt von Göttweig
- Schoder, Sabine (* 1982), österreichische Schriftstellerin
- Schoder, Thilo (1888–1979), deutsch-norwegischer Architekt
- Schoder, Willi (1930–2024), Schweizer Maler, Zeichner, Zeichenlehrer, Linolschneider, Objekt- und Konzeptkünstler

### Schodi
- Schödinger, Gerhard (* 1962), österreichischer Politiker (ÖVP), Bürgermeister und Bundesrat

### Schodl
- Schödl, Anna (1795–1870), Mäzen
- Schödl, Georg (1899–1981), deutscher Presse- und Kriegsfotograf
- Schödl, Heinrich (1777–1838), böhmischer Miniatur- und Porträtmaler
- Schödl, Ingeborg (1934–2023), österreichische Publizistin und Buchautorin
- Schödl, Ludwig (1909–1997), deutscher Arbeiter-Esperantist
- Schödl, Max (1834–1921), österreichischer Maler
- Schödl, Stefan (1957–2005), österreichischer Zoologe
- Schödlbauer, Albert (* 1934), deutscher Geodät und Hochschullehrer
- Schödlbauer, Peter (* 1972), deutscher Bundestrainer des DRIV Bundeskaders
- Schödlbauer, Ulrich (* 1951), deutscher Schriftsteller, Literaturwissenschaftler und Essayist
- Schödlberger, Johann Nepomuk (1779–1853), österreichischer Landschaftsmaler und Kunstpädagoge
- Schödler, Berni (* 1971), Schweizer Skisprungtrainer

### Schodo
- Schodoler, Werner (1490–1541), Schweizer Chronist
- Schodos, Christian (* 1965), deutscher Schauspieler, Musicaldarsteller und SängerChristian Schodos (* 1965)

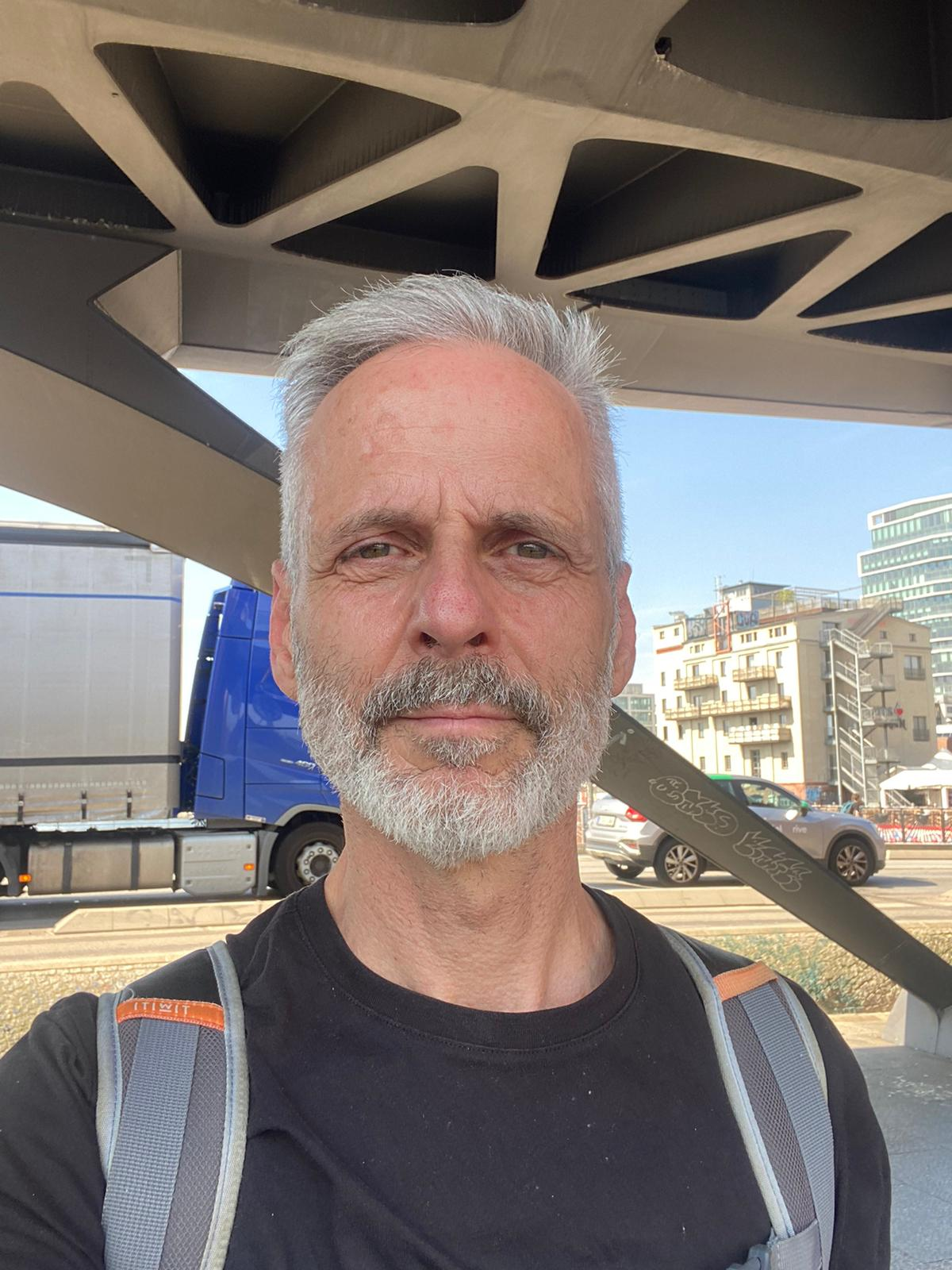
Christian Schodos (* 1965)

- Schodowski, Zbigniew (* 1987), polnischer Ruderer

### Schodr
- Schodrok, Karl (1890–1978), deutscher Lehrer, Herausgeber, Verleger und Publizist
- Schodruch, Hans-Günter (1926–1999), deutscher Rechtsanwalt und Politiker (REP), MdEP

### Schodt
- Schodt, Frederik L. (* 1950), US-amerikanischer Autor, Kritiker und Übersetzer